# Xysticus arenicola
Xysticus arenicola är en spindelart som beskrevs av Simon 1875. Xysticus arenicola ingår i släktet Xysticus och familjen krabbspindlar.
Artens utbredningsområde är Frankrike. Inga underarter finns listade i Catalogue of Life.